# Deutz F2L 612/6
Der Deutz F2L 612/6 ist ein Schlepper, den Klöckner-Humboldt-Deutz von 1956 bis 1958 herstellte. Er basiert auf dem F2L 612/4 und war gewissermaßen eine Sparversion mit geringerer Leistung und einfacherem Getriebe. Die Typenbezeichnung nennt die wesentlichen Motorkenndaten: Fahrzeugmotor mit 2-Zylindern und Lüftkühlung der Baureihe 6 mit einem Kolbenhub von 12 cm. Hinter dem Schrägstrich wird die eigentliche Modellnummer angegeben.
Der Zweizylinder-Dieselmotor mit 1526 cm³ Hubraum leistet 18 PS und wird mit Luft gekühlt. Das Getriebe stammt von Deutz und hat fünf Vorwärtsgänge sowie einen Rückwärtsgang. Ein Vorschaltgetriebe, wie es beim zeitgleich gebauten F2L 612/5 mitgeliefert wurde, war für den F2L 612/6 nicht erhältlich.